# Coleosoma
Coleosoma is een geslacht van spinnen uit de  familie van de Theridiidae (kogelspinnen).

## Soorten
- Coleosoma acutiventer (Keyserling, 1884)
- Coleosoma africanum Schmidt & Krause, 1995
- Coleosoma blandum O. P.-Cambridge, 1882
- Coleosoma caliothripsum Barrion & Litsinger, 1995
- Coleosoma floridanum Banks, 1900
- Coleosoma matinikum Barrion & Litsinger, 1995
- Coleosoma normale Bryant, 1944
- Coleosoma pabilogum Barrion & Litsinger, 1995
- Coleosoma pseudoblandum Barrion & Litsinger, 1995